# Bullo River
Der Bullo River ist ein Fluss im Nordwesten des australischen Territoriums Northern Territory. Häufig führt er in der Trockenzeit wenig oder gar kein Wasser.

## Geografie

### Flusslauf
Der Fluss entspringt an den Nordhängen der Spencer Range östlich des Keep-River-Nationalparks. Er durchbricht die Bullo Gorge, fließt nach Nordosten und mündet etwa zwölf Kilometer nordöstlich der Siedlung Bullo River in das Ästuar des Victoria River.

### Nebenflüsse mit Mündungshöhen
- Lloyds Creek – 64 m[1]